# The Hobo
The Hobo é um curta-metragem mudo norte-americano de 1917, do gênero comédia, dirigido por Arvid E. Gillstrom, produzido por Louis Burstein e estrelado por Oliver Hardy.

## Elenco
- Billy West - Hobo
- Oliver Hardy - Harold (como Babe Hardy)
- Leo White - Sr. Fox
- Bud Ross
- Virginia Clark - Dolly